# Anna Wörner
Anna Wörner (* 27. September 1989 in Garmisch-Partenkirchen) ist eine deutsche Freestyle-Skierin. Sie ist auf die Disziplin Skicross spezialisiert.

## Biografie
Anna Wörner begann als Jugendliche im alpinen Skisport und wurde 2006 deutsche Jugend-Vizemeisterin in der Abfahrt. Seit 2007 startet sie im Skicross und wurde 2008 deutsche Jugendmeisterin in dieser Disziplin. Im Januar 2008 gab sie ihr Debüt im Europacup mit Platz acht, kurz darauf debütierte sie in der Sierra Nevada auch im Weltcup, wurde in diesem Rennen jedoch disqualifiziert. Der erste Sieg im Europacup gelang ihr zu Beginn der nächsten Saison im Dezember 2008 in Grasgehren, dabei schlug sie ihre Mannschaftskameradinnen Heidi Zacher, Julia Manhard und Alexandra Grauvogl beim deutschen Vierfachtriumph. Sie fuhr weitere Top-Ten-Ergebnisse mit einem Podestplatz ein und lag am Ende der Saison auf Platz vier in der Skicross-Wertung des Kontinentalcups.
In der Saison 2008/09 etablierte sich Wörner in der Weltcup-Mannschaft mit Platz 18 als bestem Ergebnis. Sie sicherte sich in dieser Saison auch ihren ersten deutschen Meistertitel bei den Frauen. International verbesserte sie sich in der nächsten Saison, die sie mit einem vierten Platz in St. Johann begann und in der sie in fünf von elf Rennen antrat und dabei viermal unter den besten Zehn platziert war. Neben dem 15. Platz in der Skicross-Jahreswertung des Weltcups brachte ihr das die Qualifikation für die olympischen Wettbewerbe, die im Februar 2010 in Vancouver stattfanden. Die vom Deutschen Olympischen Sportbund ausgegebene allgemeine Olympianorm forderte eine Platzierung unter den besten acht oder zwei Platzierungen unter den besten fünfzehn. In Vancouver fuhr Wörner in der Qualifikation die siebtschnellste Zeit, stürzte jedoch in der folgenden ersten Runde und belegte so im Endergebnis den geteilten siebzehnten Rang.
Die Saison 2010/11 begann für Wörner erfolgreich. War sie beim Saisonauftakt in Innichen noch auf den Plätzen 15 und 21 eingekommen, so stand sie beim ersten Weltcupsieg von Heidi Zacher als Dritte des Rennens in St. Johann in Tirol am 7. Januar 2011 erstmals auf dem Podest und trug zum bis dahin besten Mannschaftsergebnis der deutschen Freestyle-Skier in der Geschichte des Weltcups bei. Am 11. Februar 2011 gewann sie in Blue Mountain ihr erstes Weltcuprennen.
Wörner besuchte bis 2006 die Realschule St. Irmengard in Garmisch-Partenkirchen und schloss 2008 eine Ausbildung zur Kinderpflegerin ab.

## Erfolge

### Olympische Spiele
- 2010 Vancouver: 17. Platz Skicross
- 2014 Sotschi: 9. Skicross

### Weltmeisterschaften
- Deer Valley 2011: 9. Platz Skicross
- Voss 2013: 5. Skicross

### Weltcup
- Saison 2010/11: 7. Skicross-Weltcup
- Saison 2011/12: 10. Skicross-Weltcup
- Saison 2012/13: 10. Skicross-Weltcup
- 5 Podestplätze, davon 3 Siege:

| Datum            | Ort           | Land       |
| ---------------- | ------------- | ---------- |
| 11. Februar 2011 | Blue Mountain | Kanada     |
| 16. Januar 2013  | Megève        | Frankreich |
| 16. März 2013    | Åre           | Schweden   |

### Weitere Erfolge
- Europacup Saison 2008/09: 4. Skicross-Wertung
- 2 Podestplätze im Europacup, davon 1 Sieg